# 포트사이드 경기장 폭력 사태
포트사이드 경기장 폭력 사태는 2012년 2월 1일 이집트 포트사이드에 위치한 포트사이드 경기장에서 일어난 폭력이 유혈 사태로 진화되어 총 74명이 사망한 사건이다. 알마스리가 알아흘리에 3-1 승리를 거두자 흥분한 축구 팬들이 그라운드 안으로 난입해 충돌했고 축구 선수들도 급하게 도망갔다. 수천 명의 사상자가 발생했으며 경기장에 있던 경찰이 이를 진압하지 않자 반군부 시위로까지 발전했고 47명이 연행되었다. 한편, 이집트 정부는 포트사이드 주지사와 경찰청장이 낸 사표를 수리하였다.

## 같이 보기
- 축구 폭력
- 스포츠와 정치